# Grande Prêmio da Emília-Romanha de 2025
O Grande Prêmio da Emília-Romanha de 2025 (formalmente denominado Formula 1 AWS Gran Premio Del Made In Italy E Dell'EMilia-Romagna 2025) foi a sétima etapa do Campeonato Mundial de Fórmula 1 de 2025, disputada em 18 de maio de 2025 no Autódromo Enzo e Dino Ferrari, em Ímola, Itália.

## Resumo
Franco Colapinto, piloto argentino voltou à Fórmula 1 após disputar 9 corridas pela equipe Williams no ano passado, substituindo Logan Sargeant após sua demissão da temporada no Grande Prêmio da Itália de 2024. Desta vez, ele correrá pela equipe Alpine, que dispensou prematuramente Jack Doohan por não apresentar os resultados esperados. Doohan participou de 7 GPs pela equipe. Por enquanto, Colapinto tem contrato para apenas 5 corridas, mas esse número pode aumentar caso ele apresente bom desempenho nelas. Caso contrário, a Alpine poderá fazer outra troca de pilotos.
Max Verstappen conquista sua 65° vitória em uma corrida especial para a equipe Red Bull, que completou seu 400º GP na Fórmula 1.
O circuito de Ímola não teve seu contrato renovado e pode ficar fora do calendário da Fórmula 1 nos próximos anos, devido à entrada do GP de Madrid em 2026. No entanto, caso haja atrasos na preparação do circuito de rua, Ímola poderá retornar com novos contratos.

## Resultados

#### Treino classificatório
| Pos.                | N° | Piloto                | Construtor                 | tempos qualificatorios | tempos qualificatorios | tempos qualificatorios | Final grid |
| Pos.                | N° | Piloto                | Construtor                 | Q1                     | Q2                     | Q3                     | Final grid |
| ------------------- | -- | --------------------- | -------------------------- | ---------------------- | ---------------------- | ---------------------- | ---------- |
| 1                   | 81 | Oscar Piastri         | McLaren-Mercedes           | 1:15.500               | 1:15.214               | 1:14.670               | 1          |
| 2                   | 1  | Max Verstappen        | Red Bull Racing-Honda RBPT | 1:15.175               | 1:15.394               | 1:14.704               | 2          |
| 3                   | 63 | George Russell        | Mercedes                   | 1:15.852               | 1:15.334               | 1:14.807               | 3          |
| 4                   | 4  | Lando Norris          | McLaren-Mercedes           | 1:15.894               | 1:15.261               | 1:14.962               | 4          |
| 5                   | 14 | Fernando Alonso       | Aston Martin-Mercedes      | 1:15.695               | 1:15.442               | 1:15.431               | 5          |
| 6                   | 55 | Carlos Sainz Jr.      | Williams-Mercedes          | 1:15.987               | 1:15.198               | 1:15.432               | 6          |
| 7                   | 23 | Alexander Albon       | Williams-Mercedes          | 1:16.123               | 1:15.521               | 1:15.473               | 7          |
| 8                   | 18 | Lance Stroll          | Aston Martin-Mercedes      | 1:15.817               | 1:15.497               | 1:15.581               | 8          |
| 9                   | 6  | Isack Hadjar          | Racing Bulls-Honda RBPT    | 1:16.253               | 1:15.510               | 1:15.746               | 9          |
| 10                  | 10 | Pierre Gasly          | Alpine-Renault             | 1:15.937               | 1:15.505               | 1:15.787               | 10         |
| 11                  | 16 | Charles Leclerc       | Ferrari                    | 1:16.108               | 1:15.604               | N/A                    | 11         |
| 12                  | 44 | Lewis Hamilton        | Ferrari                    | 1:16.163               | 1:15.765               | N/A                    | 12         |
| 13                  | 12 | Andrea Kimi Antonelli | Mercedes                   | 1:15.943               | 1:15.772               | N/A                    | 13         |
| 14                  | 5  | Gabriel Bortoleto     | Kick Sauber-Ferrari        | 1:16.340               | 1:16.260               | N/A                    | 14         |
| 15                  | 43 | Franco Colapinto      | Alpine-Renault             | 1:16.256               | No time                | N/A                    | 161        |
| 16                  | 30 | Liam Lawson           | Racing Bulls-Honda RBPT    | 1:16.379               | N/A                    | N/A                    | 15         |
| 17                  | 27 | Nico Hülkenberg       | Kick Sauber-Ferrari        | 1:16.518               | N/A                    | N/A                    | 17         |
| 18                  | 31 | Esteban Ocon          | Haas-Ferrari               | 1:16.613               | N/A                    | N/A                    | 18         |
| 19                  | 87 | Oliver Bearman        | Haas-Ferrari               | 1:16.918               | N/A                    | N/A                    | 19         |
| 107% time: 1:20.437 |    |                       |                            |                        |                        |                        |            |
| —                   | 22 | Yuki Tsunoda          | Red Bull Racing-Honda RBPT | No time                | N/A                    | N/A                    | PL2        |
| Fontes:             |    |                       |                            |                        |                        |                        |            |

Notas
- ↑1  – Franco Colapinto classificou-se em 15º, mas recebeu uma penalidade de uma posição no grid por entrar na faixa rápida no pit lane antes que um horário de reinicialização fosse confirmado no Q1.[4]
- ↑2  – Yuki Tsunoda não conseguiu marcar um tempo durante a qualificação. Ele foi autorizado a correr a critério dos comissários, mas foi obrigado a largar do pit lane, pois seu carro foi reconstruído usando vários componentes de especificações diferentes em condições de parque fechado.[5]

#### Corrida
| Pos.    | N° | Piloto                | Construtor                 | Voltas | Tempo/retirada         | Grid | Pontos |
| ------- | -- | --------------------- | -------------------------- | ------ | ---------------------- | ---- | ------ |
| 1       | 1  | Max Verstappen        | Red Bull Racing-Honda RBPT | 63     | 1:31:33.199            | 2    | 25     |
| 2       | 4  | Lando Norris          | McLaren-Mercedes           | 63     | +6.109                 | 4    | 18     |
| 3       | 81 | Oscar Piastri         | McLaren-Mercedes           | 63     | +12.956                | 1    | 15     |
| 4       | 44 | Lewis Hamilton        | Ferrari                    | 63     | +14.356                | 12   | 12     |
| 5       | 23 | Alexander Albon       | Williams-Mercedes          | 63     | +17.945                | 7    | 10     |
| 6       | 16 | Charles Leclerc       | Ferrari                    | 63     | +20.774                | 11   | 8      |
| 7       | 63 | George Russell        | Mercedes                   | 63     | +22.034                | 3    | 6      |
| 8       | 55 | Carlos Sainz Jr.      | Williams-Mercedes          | 63     | +22.898                | 6    | 4      |
| 9       | 6  | Isack Hadjar          | Racing Bulls-Honda RBPT    | 63     | +23.586                | 9    | 2      |
| 10      | 22 | Yuki Tsunoda          | Red Bull Racing-Honda RBPT | 63     | +26.446                | PL   | 1      |
| 11      | 14 | Fernando Alonso       | Aston Martin-Mercedes      | 63     | +27.250                | 5    |        |
| 12      | 27 | Nico Hülkenberg       | Kick Sauber-Ferrari        | 63     | +30.296                | 17   |        |
| 13      | 10 | Pierre Gasly          | Alpine-Renault             | 63     | +31.424                | 10   |        |
| 14      | 30 | Liam Lawson           | Racing Bulls-Honda RBPT    | 63     | +32.511                | 15   |        |
| 15      | 18 | Lance Stroll          | Aston Martin-Mercedes      | 63     | +32.993                | 8    |        |
| 16      | 43 | Franco Colapinto      | Alpine-Renault             | 63     | +33.411                | 16   |        |
| 17      | 87 | Oliver Bearman        | Haas-Ferrari               | 63     | +33.808                | 19   |        |
| 18      | 5  | Gabriel Bortoleto     | Kick Sauber-Ferrari        | 63     | +38.572                | 14   |        |
| Ret     | 12 | Andrea Kimi Antonelli | Mercedes                   | 44     | Problema no acelerador | 13   |        |
| Ret     | 31 | Esteban Ocon          | Haas-Ferrari               | 27     | Problema no Motor      | 18   |        |
| Fontes: |    |                       |                            |        |                        |      |        |

## Tabela do Campeonato após a corrida
|        | Pos. | Piloto          | Pontos |
| ------ | ---- | --------------- | ------ |
|        | 1    | Oscar Piastri   | 146    |
|        | 2    | Lando Norris    | 133    |
|        | 3    | Max Verstappen  | 124    |
|        | 4    | George Russell  | 99     |
|        | 5    | Charles Leclerc | 61     |
| Fonte: |      |                 |        |

|        | Pos. | Construtor                 | Pontos |
| ------ | ---- | -------------------------- | ------ |
|        | 1    | McLaren-Mercedes           | 279    |
|        | 2    | Mercedes                   | 147    |
|        | 3    | Red Bull Racing-Honda RBPT | 131    |
|        | 4    | Ferrari                    | 114    |
|        | 5    | Williams-Mercedes          | 51     |
| Fonte: |      |                            |        |

- Nota: Apenas as 5 primeiras posições estão incluídas em ambos conjuntos de classificação.